# Vincent Waydell Warner Jr.
Vincent Waydell Warner Jr. (27 de diciembre de 1940-9 de junio de 2024) fue un obispo episcopal estadounidense. Fue obispo de la Diócesis Episcopal de Olympia desde 1990 hasta 2007.

## Primeros años
Warner nació en Roanoke, Virginia, en 1940, hijo de Vincent y Virginia Warner. Estudió en el Virginia Theological Seminary y se graduó en 1971 con una Maestría en Divinidad. En 1962 se casó con Janice y tuvieron tres hijos.
Fue ordenado diácono el 4 de junio de 1971 y presbítero el 1 de diciembre de 1971 por el obispo William H. Marmion de Virginia del Sur. En 1971 fue inicialmente vicario en la iglesia de San Juan en Roanoke, Virginia, y luego desde 1974 fue vicario en la iglesia de Christ Church Chapel en Grosse Pointe Farms, Michigan, hasta 1976. Fue rector de la iglesia de San Pedro en Osterville, Massachusetts, desde 1976 hasta 1980. En 1980 se convirtió en Arcediano en la Diócesis de Maine, y luego entre 1983 y 1989 fue rector de la iglesia de San Andrés en Wellesley, Massachusetts.

## Episcopado
El 11 de febrero de 1989, Warner fue elegido obispo coadjutor de Olympia en la primera votación durante una convención especial celebrada en la Catedral de San Marcos. Fue consagrado el 8 de julio de 1989 en el Climate Center Arena por el obispo Robert H. Cochrane de Olympia. Sucedió como obispo diocesano el 1 de enero de 1990 y fue entronizado el 19 de mayo de 1990. Durante su episcopado trabajó por los derechos de los homosexuales tanto en la iglesia como en el estado.
En 2003, Warner recibió el Premio del Obispo de los National Episcopal Historians and Archivists. Anunció su retiro en 2005 y se retiró el 16 de septiembre de 2007.

## Suspensión
En 2011, Katharine Jefferts Schori, la Obispa Presidenta, restringió a Warner del ejercicio de su ministerio durante una investigación sobre «una acusación creíble de infidelidad marital recurrente». En 2012, la House of Bishops emitió un acuerdo para que Warner «no actuara como obispo a partir del 14 de febrero de 2012».

## Últimos años y fallecimiento
Warner y su esposa permanecieron casados. Falleció en su hogar el 9 de junio de 2024, a la edad de 83 años.